# 武州 (甘肃省)
武州，中国古代的州。在今甘肃省境。
西魏废帝时设置武州，原为北魏所移置之武都郡。治安育县（北周改将利县。今武都县东南）。辖境相当今甘肃武都县附近白龙江流域。隋朝隋炀帝大业三年（607年）为武都郡。唐朝武德元年（618年）再改为武州，领将利、建威、覆津、盤堤4县。贞观元年（627年）省建威入将利。管县3: 将利县（即北魏所置石门县，北周闵帝时改为将利县，为武州州治，即今武都县）、福津县（即魏孝文帝时所置武阶郡）、盤堤县。天宝元年（742年）改名武都郡，安史之乱时，武州被吐蕃占据，后废。大历二年（767年），复置为行武州。大中后，吐蕃势弱，与秦州“渐复故地，置官守”。咸通中，唐朝政府“始得故地”，龙纪初年，“遣使招葺之”。景福元年（892年），更名为阶州。
| 隋朝行政区划变迁 | 隋朝行政区划变迁 | 隋朝行政区划变迁 | 隋朝行政区划变迁 | 隋朝行政区划变迁 | 隋朝行政区划变迁 | 隋朝行政区划变迁                                 |
| 区分             | 開皇元年         | 開皇元年         | 開皇元年         | 開皇元年         | 区分             | 大業3年                                          |
| ---------------- | ---------------- | ---------------- | ---------------- | ---------------- | ---------------- | ------------------------------------------------ |
| 州               | 武州             | 武州             | 文州             | 文州             | 郡               | 武都郡                                           |
| 郡               | 永都郡           | 武階郡           | 葭蘆郡           | 陰平郡           | 县               | 将利县 建威县 覆津县 盤堤县 長松县 正西县 曲水县 |
| 县               | 将利县 建威县    | 覆津县 盤堤县    | 建昌县 正西县    | 曲水县           | 县               | 将利县 建威县 覆津县 盤堤县 長松县 正西县 曲水县 |

唐朝武州刺史
- 杨行矩（武德初年）
- 贺拔亮（622年）
- 赵行德（贞观年间）
- 杨师（高宗时）
- 萧锴（高宗时）
- 公孙思观（715年—719年）
- 论诚节（天宝末年）
- 于邵（肃宗时）
- 薛坦（肃宗上元时）
- 臧让之（763年）